# پالو سدرو (کالیفرنیا)
پالو سدرو (به انگلیسی: Palo Cedro) یک منطقهٔ مسکونی در ایالات متحده آمریکا است که در شهرستان شاستا، کالیفرنیا واقع شده‌است. پالو سدرو ۹٫۷۲۲ کیلومتر مربع مساحت و ۱٬۲۶۹ نفر جمعیت دارد و ۱۴۳ متر بالاتر از سطح دریا واقع شده‌است.